# Agrupación Aérea Presidencial

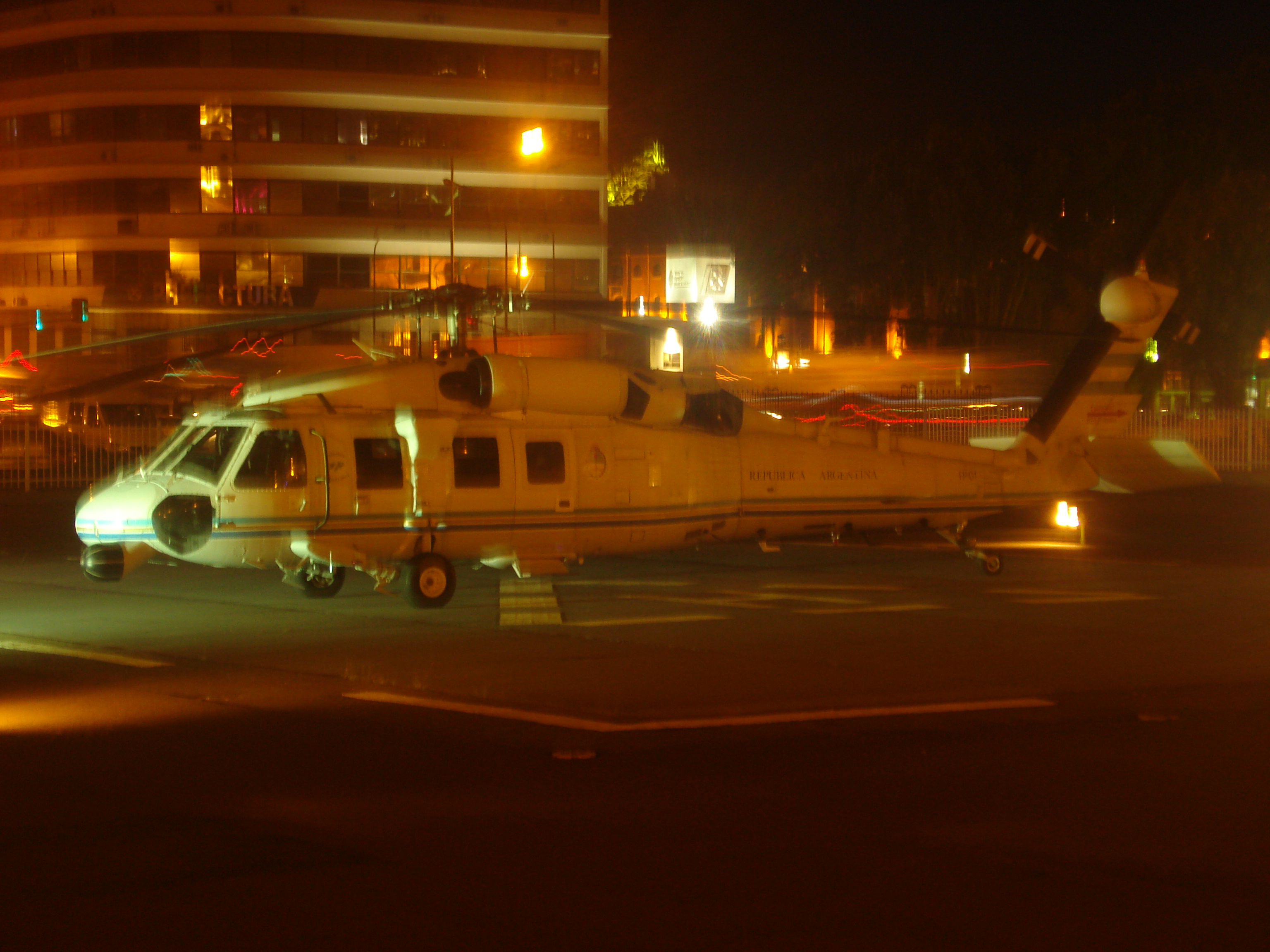
Sikorsky S-70 H-01, helicóptero presidencial de la República Argentina.

La Agrupación Aérea Presidencia es la Unidad Aérea del Presidente de la Argentina y uno de los componentes de la Casa Militar de la República Argentina. Los otros elementos son la Agrupación de Seguridad e Inteligencia y la Agrupación Logística y Comunicaciones.

## Misión de la Agrupación Aérea Presidencia

### Responsabilidad Primaria
Planificar, coordinar, ejecutar y supervisar las actividades relacionadas con los traslados aéreos del Presidente de la Nación, su familia y los que expresamente se ordene para los integrantes del Poder Ejecutivo Nacional y personalidades nacionales y extranjeras, dentro y fuera del territorio nacional.

### Acciones
Las acciones encomendadas a la Agrupación son:
1. Asegurar la disponibilidad del material aéreo de dotación, planificando, coordinando, ejecutando y supervisando el mantenimiento y las inspecciones de las aeronaves, equipos y sistemas asociados, con personal propio o a través de organismos o talleres especializados.
2. Planificar, coordinar y supervisar los traslados aéreos del señor Presidente de la Nación y los que expresamente se ordenen, a realizarse con material aéreo ajeno al de dotación.
3. Coordinar y supervisar, en oportunidad de traslados aéreos del señor Presidente de la Nación, las medidas de seguridad en tierra y el control de explosivos en aeronaves, cargas y equipajes, en conjunción con los organismos especializados de la Fuerza Aérea.
4. Requerir, coordinar y supervisar los servicios de apoyo al vuelo y de aprovisionamiento de aeronaves, para la atención directa de pasajeros en los vuelos que se realicen dentro y fuera del país.
5. Planificar y supervisar el funcionamiento de los helipuertos (Casa de Gobierno, Residencia Presidencial de Olivos y otros), Hangar Aeroparque y módulos de mantenimiento Aeroparque y Palomar.
6. Coordinar y supervisar, conforme lo establecido en la Directiva de Instrucción de Unidades y la Directiva de Adscripción de la Fuerza Aérea Argentina, la instrucción aérea y el nivel de adiestramiento de las tripulaciones de vuelo, proponiendo los periódicos relevos del personal de pilotos, mecánicos de aeronaves y radiooperadores.

El parque es administrado por la "Casa Militar", encargado de la seguridad presidencial y el transporte. Los Pilotos son Militares y pertenecen a la Fuerza Aérea Argentina.

## Historia
El empleo de medios aéreos por parte del Presidente de la Nación u otros miembros del Poder Ejecutivo Nacional (PEN) se remonta a la inauguración de la Escuela de Aviación Militar el 8 de septiembre de 1912, ocasión en la que el Ministro de Guerra, General Gregorio Vélez, voló en un Farman 50 hp piloteado por el instructor francés Marcel Paillette. A partir de esto, la aviación militar puso distintas aeronaves a disposición del PEN para realizar vuelos de traslado, visitas de inspección, etc, en las décadas de 1910 a 1930. En uno de esos vuelo, de hecho, el ministro de Guerra, Agustín Pedro Justo, fue despedido del biplano Bréguet XIX en el que viajaba y realizó un descenso en paracaídas en la Provincia de Catamarca.
A finales de esa década se decidió la incorporación del primer modelo de uso presidencial. Se trataba del Lockheed 12B Electra Junior, del que dos ejemplares fueron recibidos a fines de 1937 por el Regimiento Aéreo Número 1 de El Palomar. La carrera de una de las aeronaves fue corta, ya que se estrelló en territorio uruguayo tres meses después de entrar en servicio, al regreso de una cumbre presidencial argentino-brasileña realizada en Paso de los Libres. En el accidente falleció un hijo del Presidente Agustín P. Justo, el jefe de la Casa Militar, el Edecán Militar, el Ayudante del Ministro de Marina y otros cinco funcionarios militares y tripulantes.
Concluida la Segunda Guerra Mundial se incorporó una nueva aeronave para uso presidencial: Un Vickers VC.1 Viking especialmente acondicionado en Gran Bretaña y puesto en servicio en octubre de 1948 por el Regimiento 2 de Transporte Aéreo. Si bien no tuvo acogida en el PEN y jamás fue empleado por el presidente Juan Domingo Perón, el aparato realizó dos vuelos presidenciales en agosto de 1950, cuando trasladó al Presidente del Paraguay, Federico Chaves para un visita a Buenos Aires. Realizando operaciones de transporte convencional ordenadas por la Fuerza Aérea, el aparato prestó servicio hasta accidentarse el 12 de agosto de 1952. Dado el relativo fracaso de esos aparatos específicos, en las décadas de 1940 a 1960, la Fuerza Aérea adaptó y puso a disposición del PEN varios aparatos que atendieron los requerimientos presidenciales de transporte aéreo doméstico con aviones Douglas DC-3 e internacional con Douglas DC-4 de dotación propia.
Entre 1957 y 1960, comenzaron a incorporar los primeros aparatos específicos utilizados por la División Aviones de la Casa Militar: Un Aerocommander Super 680 y un Douglas DC-3 identificados inicialmente con matrículas oficiales civiles (no militares). Con la consolidación de la misión en la Casa Militar durante la década de 1960, la adquisición de aviones presidenciales específicos se hizo habitual y los ejemplares adquiridos comenzaron a utilizar matrículas militares exclusivas: T-01 a T-04 para los de ala fija y H-01 a H-02 para los de alas rotativas.
En 1966 se adquiere un Hawker Siddeley HS 748 y en 1974, 2 helicópteros Sikorsky S-58DT (H-01/H-02) equipado para traslados ejecutivos utilizados hasta mediados de 1980.
El progreso de la tecnología en general, despertó nuevas exigencias y con ello la necesidad de modernizar la dotación del material aéreo, que derivó en el reemplazo de las máquinas mencionadas por un Fokker F-28 “Tte. Gral. Perón” adquirido en 1970 que ha utilizado las registraciones: T-01, luego T-02, T-01 de nuevo, T-04 desde la incorporación del B-757 y actualmente T-03.
En 1977 la flota presidencial comenzó a contar con otro Fokker F-28 «Patagonia» recibido como T-02 y rematriculado T-04. Este sería vendido años más tarde a LAER.
En 1974, el presidente General Perón adquiere un B-707 Intercontinental como consecuencia de la postura del Gobierno en incrementar su presencia a nivel mundial. Cuatrireactor de transporte mixto (pasajeros y carga), pasó a formar parte de la dotación de la Ira Brigada Aérea de El Palomar en 1975 cuando el B-707 (matrícula T-01), con motores y tren de aterrizaje del modelo carguero, fue adquirido por la Presidencia de la Nación y transferido a la Fuerza Aérea Argentina en junio de ese año. Posteriormente, en 1977, se lo trasladó a los Estados Unidos para colocarle puerta de carga y luego se le cambió la matrícula por TC-91. La aeronave en cuestión, un B-707-320C, fue equipado con la intención del uso «combi» entre carga y transporte.
En el año 1978, el «Servicio de Aviones» se reemplazó por la «Dirección General de Aviones», manteniendo esta denominación hasta 1985 cuando se le asignó su actual nombre, con la misión de «entender en todo lo relacionado con los traslados aéreos del Presidente y lo que expresamente se ordene para integrantes del Poder Ejecutivo Nacional, personalidades nacionales, internacionales, emergencias sanitarias, apoyo en catástrofes, etc.»
Bajo la Administración de Carlos Saúl Menem, en 1992, se adquiere un Boeing 757-200 (T-01) “Virgen de Luján”, para reemplazo del B-707 TC-91 (ex T-01). Este avión fue dotado de los mejores equipamientos VIP, incluido un asiento de peluquero a bordo, terminaciones en caoba,[cita requerida] grifería de alta calidad, etc. En 1994, se incorpora un Sikorsky S-70A-30 Blackhawk (H-01) “Malvinas Argentinas”, con interiores VIP, tanques suplementarios de combustibles, etc. En 1995 se incorpora a la flota de forma provisoria un Sikorsky S-76 Spirit, dado que el H-01 se encontraba en revisión mayor. Posteriormente fue adquirido, adoptando el esquema estándar de la flota y recibiendo la matrícula H-02 “Virgen de Loreto”. Ese mismo año se adquirió otro Sikorsky S-76 Spirit con la denominación H-03. Ambos helicópteros siguen en servicio en la actualidad.
Entre los años 1999 y 2001 se incorpora otro Fokker F28 Fellowship, matriculado T-03 "Tte Grl Juan D. Perón".

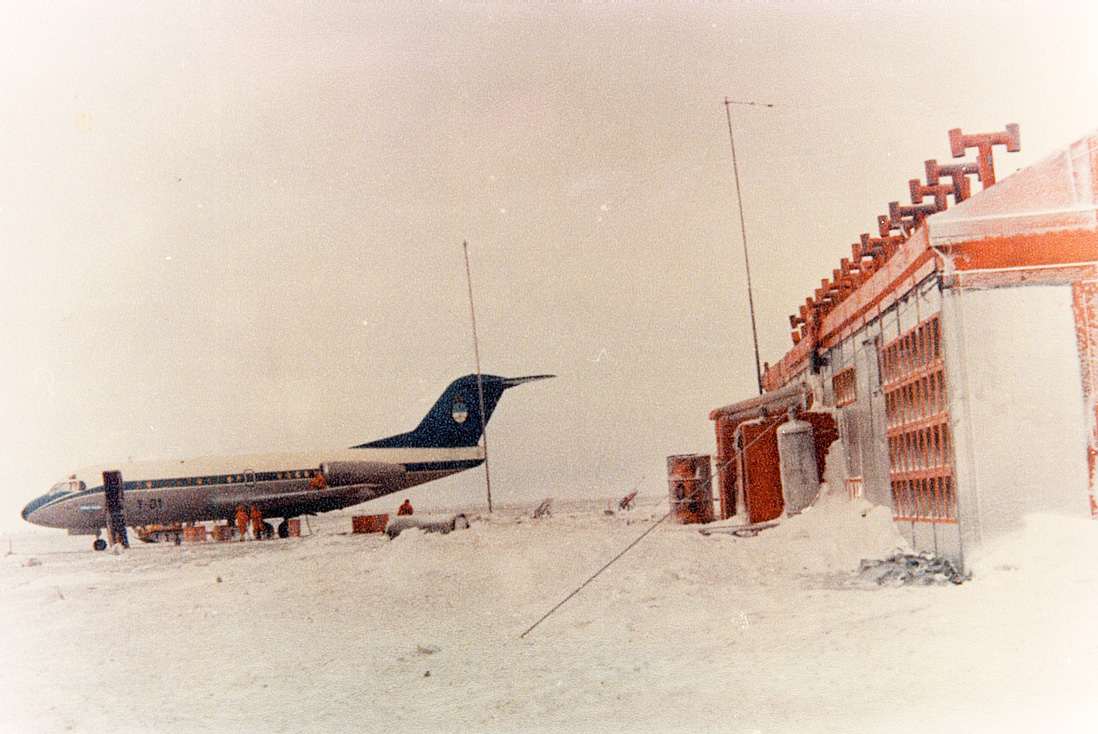
El F28 T-01 en Base Marambio, Antártida Argentina, en julio de 1973, después de un vuelo de prueba para el viaje de Raúl Lastiri.

Desde principios de la década de 1960, los aviones presidenciales argentinos comenzaron a tener participación habitual en la actividad presidencial; protagonizando acontecimientos históricos tales como la revolución de azules y colorados (Aerocommander LQ-MAY, septiembre de 1962), la asunción del Presidente José María Guido (Sikorsky S-51, 1962), la primera visita presidencial aérea a la Antártida (F28 T-01, 10 de agosto de 1973), el derrocamiento de María Estela Martínez de Perón (S-58DT H-02, 24 de marzo de 1976), el atentado contra Jorge Rafael Videla (F28 T-01, 18 de febrero de 1977), la visita papal de Juan Pablo II (F28 T-02, abril de 1987) y la renuncia de Fernando De la Rúa (S-76B H-02, 21 de diciembre de 2001).
En 2014 se incorpora a la flota el Tango 04, denominado "Monseñor Enrique Angelelli". Esta aeronave es un Boeing 737 500 que fue adquirido por Cristina Fernández de Kirchner cuando ya tenía 21 años de uso. Esta aeronave fue adquirida por convenio con la empresa Aerolíneas Argentinas S.A. quien le realizó las tareas de configuración interior y puesta en condiciones de aeronavegabilidad.
El 20 de abril de 2015 se dio de baja al T-03, luego de 45 años en servicio.
En enero de 2016 el Gobierno de Argentina decidió dar de baja al Tango 01, Tango 02 (Fokker 28/4000) y Tango 03 (Fokker En marzo de 2016 el Grupo Macri se deshizo de la empresa Macair que paso a estar bajo control de Avianca. Como consecuencia de esto se informó que el Presidente de Argentina, Mauricio Macri, se desplazará en el Tango 10 (Learjet), aviones de línea y vuelos privados.
En momentos en que se tomaban decisiones sobre la flota presidencial se suscitaron polémicas con la empresa Macair Jet perteneciente al Grupo Macri, señalándola como la empresa directamente beneficiada con contrataciones del Estado. El 27 de diciembre, el periodista Nicolás Pizzi reveló la creciente influencia de la firma aérea ligada al Grupo Macri y vinculó esto a las “decisiones que tomó el gobierno de Mauricio Macri sobre el manejo de la flota oficial”. De este modo el Estado contrataría aviones del Grupo Macri para viajes oficiales a partir de enero de 2016.
En 2018 se traslada el helipuerto presidencial a un costado de la Casa Rosada se relocalizó la pista de aterrizaje y la torre de control dentro de la Casa Rosada. Durante la etapa de diseño del nuevo helipuerto, el personal técnico de la ANAC llevó adelante tareas de asistencia y asesoramiento.
En 2018 el presidente de la Nación comienza a utilizar un helicóptero Eurocopter EC155 de última generación fabricado por Airbus Industries. Este helicóptero fue adquirido por el Ministerio de Seguridad de la Nación por diez millones de dólares y es operado por pilotos de la Policía Federal Argentina. El helicóptero no forma parte de la Agrupación Aérea Presidencial pero está disponible para uso de la Presidencia.
En diciembre de 2022, se informó de la compra de un avión Boeing 757-256 fabricado en el año 2000 que será el reemplazo del antiguo Tango 01. El avión puede hacer un viaje sin escalas (viaje directo) sin necesidad de proveerse de combustible a Estados Unidos o a Europa.

## Flota de la Agrupación Aérea Presidencial
Actualmente, la flota de aeronaves de la Presidencia de la Nación está compuesta por:
- Tres aeronaves de ala fija:

| Avión          | Matrícula | Fecha de fabricación | Entrada en servicio a presidencia | Imagen |
| -------------- | --------- | -------------------- | --------------------------------- | ------ |
| Boeing 757-256 | ARG-01    | 2000                 | 2023                              |        |
| Boeing 737-500 | ARG-02    | 1993                 | 2014                              |        |
| Learjet 60SE   | Tango-11  | 2006                 | 2023                              |        |

- Tres de ala rotativa:

| Helicóptero   | Matrícula   | Fecha de fabricación | Años en servicio | Imagen |
| ------------- | ----------- | -------------------- | ---------------- | ------ |
| Sikorsky S-70 | H-01        | 1994                 | 31 años          |        |
| Sikorsky S-76 | H-02 y H-03 | 1995                 | 30 años          |        |

### Tango 01
El denominado Tango 01 fue uno de los aviones presidenciales de la República Argentina, comprado en 1992, durante la presidencia de Carlos Menem, por 66 millones de dólares. Se trataba de un Boeing 757/200.
El espacio interior constaba de tres zonas, todas con butacas masajeadoras. La primera llamada VIP, con 14 asientos articulados (muy parecida a la clase business de una línea comercial). La segunda, destinada para una comitiva, con 20 butacas. Estas dos contaban con TV y servicio de Internet Satelital (extendido en todo el avión). Finalmente, el área presidencial, con revestimientos en madera (caoba). Tenía un comedor (con capacidad para seis personas), un despacho con escritorio y sillones para las reuniones reservadas, y dos suite. Una con cama doble (el respaldo, de cuero, llevaba el Escudo Nacional), televisor con video y placard. A su lado había otra familiar con dos camas, televisor y video. El baño, con grifería dorada, incluía ducha.
Estaba dotado de tecnología sofisticada, con 70 sistemas diferentes de computación que ante cualquier problema indican que maniobra realizar. Ese equipo de seguridad, por ejemplo, alejaba por completo cualquier peligro de choque con otro avión en zonas de alta densidad de vuelos. El Tango 01 contaba con navegador y con sistemas de comunicación satelital que facilitaba el contacto con cualquier lugar del mundo. Incluía Fax y diversos teléfonos distribuidos en la nave. El modelo original del Boeing 757-200 fue modificado con dos tanques más de combustible agregados debajo de las alas -como los del equipamiento regular- para que el avión tuviera una mayor autonomía de vuelo.

### H-01
Es el helicóptero de mayor tamaño de la agrupación. Se adquirió en 1993 (llegó al país en 1994) mediante una gestión de la Presidencia de la Nación y con la previa autorización del Gobierno de Estados Unidos. Por ese se pago 16 millones de dólares.
Salvo pequeñas diferencias, el H-01 es prácticamente idéntico a los VH-60N del Cuerpo de Marines de los Estados Unidos, afectados al transporte del Presidente. Debido a esto, muchas de sus especificaciones y equipamiento son secretos.
La aeronave es un Sikorsky S-70A Black Hawk propulsado por dos turbo ejes General Electric T700-701C de 1.880 shp unitarios, motores que corresponden a la versión re potenciada UH-60L Blackhawk y al SH-60 Seahawk. Su rotor como caja de accesorios está especialmente reforzada y tiene una mayor vida útil que las series militares contando con el mismo sistema de mando de vuelos del SH-60 Seahawk, razón por la cual más allá de la capacitación de sus pilotos, el H-01 está habilitado para operar desde cualquier cubierta de vuelo, sea portaaviones, fragatas o destructores misilísticos.
Por tratarse de una serie especial, el H-01 también dispone de un sistema eléctrico con protección contra impulsos electromagnéticos (EMP) provocado por las explosiones nucleares y protección contra agentes bacteriológicos y antirradiación. Dispone de un doble depósito de combustible resistente al aplastamiento y su capacidad puede incrementarse mediando la adopción de depósitos externos que se acoplan mediante el sistema ESSS (External Stores Support System), que consta de dos soportes a cada lado del fuselaje, cada uno con dos puntos de fijación húmedos para depósitos externos de 700 y 781 litros respectivamente por soporte.Toda la cabina de pasajeros se encuentra insonorizada y dispone de una capacidad para 8 personas con 4 asientos enteros en la parte posterior, dos sillones laterales fijos y dos sillones centrales principales dotados con un sistema eléctrico de movimiento circular y reclinable. El mobiliario se completa con un refrigerador, una cafetera, sistema de aire acondicionado y calefacción, equipo de audio y sistemas de comunicación por celular. El H-01 dispone de su propia unidad de potencia auxiliar (APU) T-62T motivo por el cual no requiere de asistencia externa para su operación. Adosado a la proa se encuentra un radar meteorológico, equipamiento de navegación y comunicaciones.